# ۲۴ ساعت دیتونا
۲۴ ساعت دیتونا که به خاطر حمایت مالی و اسپانسرینگ با نام رولکس ۲۴ ساعته نیز شناخته می شود، یک مسابقه استقامتی ۲۴ ساعته خودروهای اسپورت است که هر سال در پیست بین المللی دیتونا در سواحل فلوریدا برگزار می شود.

این مسابقه که در آخرین آخر هفته ژانویه یا اولین آخر هفته فوریه به عنوان بخشی از هفته سرعت برگزار می شود، اولین مسابقه بزرگ اتومبیلرانی سال در آمریکای شمالی است.

این مسابقه توسط ایمسا تایید و برگزار میشود. اولین مسابقه فصل برای مسابقات قهرمانی خودروهای ورزشی ایمسا نیز است.

## تاریخچه ۲۴ ساعته دیتونا
اولین مسابقه ۲۴ ساعته تاریخ دیتونا را در سال ۱۹۹۶ توسط کن مایلز و لوید روبی با فورد جی‌تی۴۰ (مارک۲) برنده شدند. 

همچنین در سال ۱۹۶۶، سوزی دیتریش در مسابقه ۲۴ ساعته شرکت کرد و با جانت گاتری و دونا مای میمز با خودرو آلپین رانندگی کرد.

این سه نفر در رده ۳۲ قرار گرفتند و به همراه یک تیم دیگر زن در این مسابقه، اولین تیم های زنان بودند که یک مسابقه ۲۴ ساعته استاندارد بین المللی را به پایان میرساندند.
فراری پس از شکست در سال ۱۹۶۶ در دیتونا، سیبرینگ و لمانز به فورد، نمونه‌های اولیه فراری سری پی را در سال ۱۹۶۷ وارد مسابقات کرد و در اولین سال خود در این کلاس در رده  ۱–۲–۳ در
در پایان مسابقه قرار بگیرد.

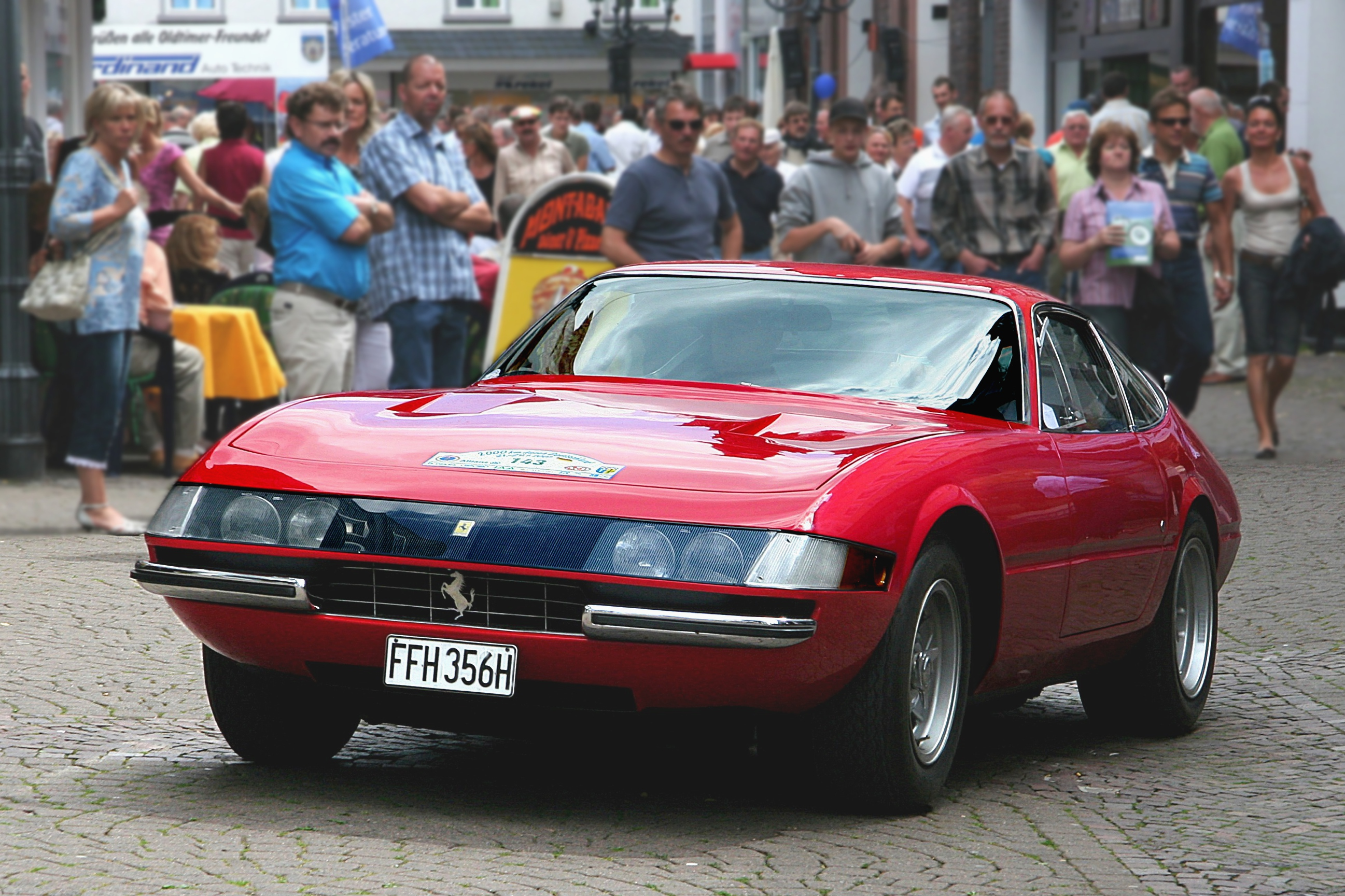
خودرو فراری ۹۶۵ که بام غیر رسمی دیتونا نیز شناخته میشود، تیم گذاری این خودرو به افتخار کسی سه رده اول در مسابقه ۲۴ ساعته دیتونا ۱۹۶۷ است.

خودرو جاده‌ای فراری ۳۶۵ (فراری دایتونا) به مناسبت این پیروزی نام غیر رسمی فراری دیتونا داده شده است.

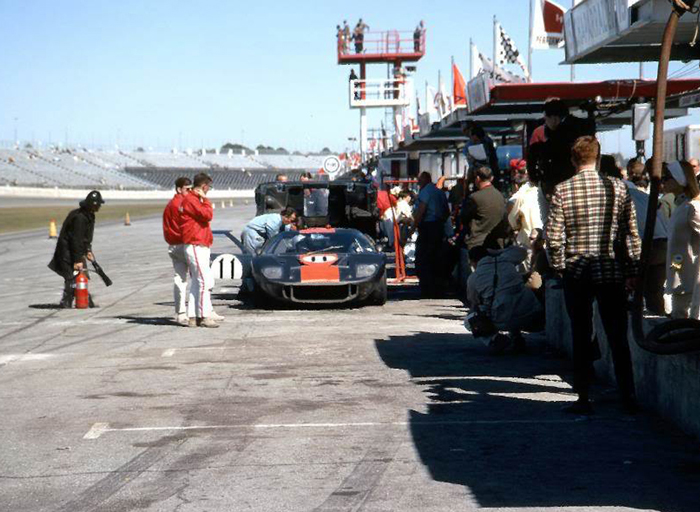
پیت استاپ تیم فورد در حین برگزاری مسابقات ۲۴ ساعته دیتونا ۱۹۶۷

پورشه نیز مانند فراری صاحب سه سکو اول در دیتونا ۱۹۶۸ شد.
پس از تصادف گرهارد میتر و دو خودرو دیگر پورشه به رانندگی رولف استوملن و یوخن نیرپاش پورشه موفق شد پنج راننده از هشت راننده خود را در ردیف های یک تا پنج قرار دهد.

### گرند تورینگ پروتوتایپ (جی‌تی‌پی)

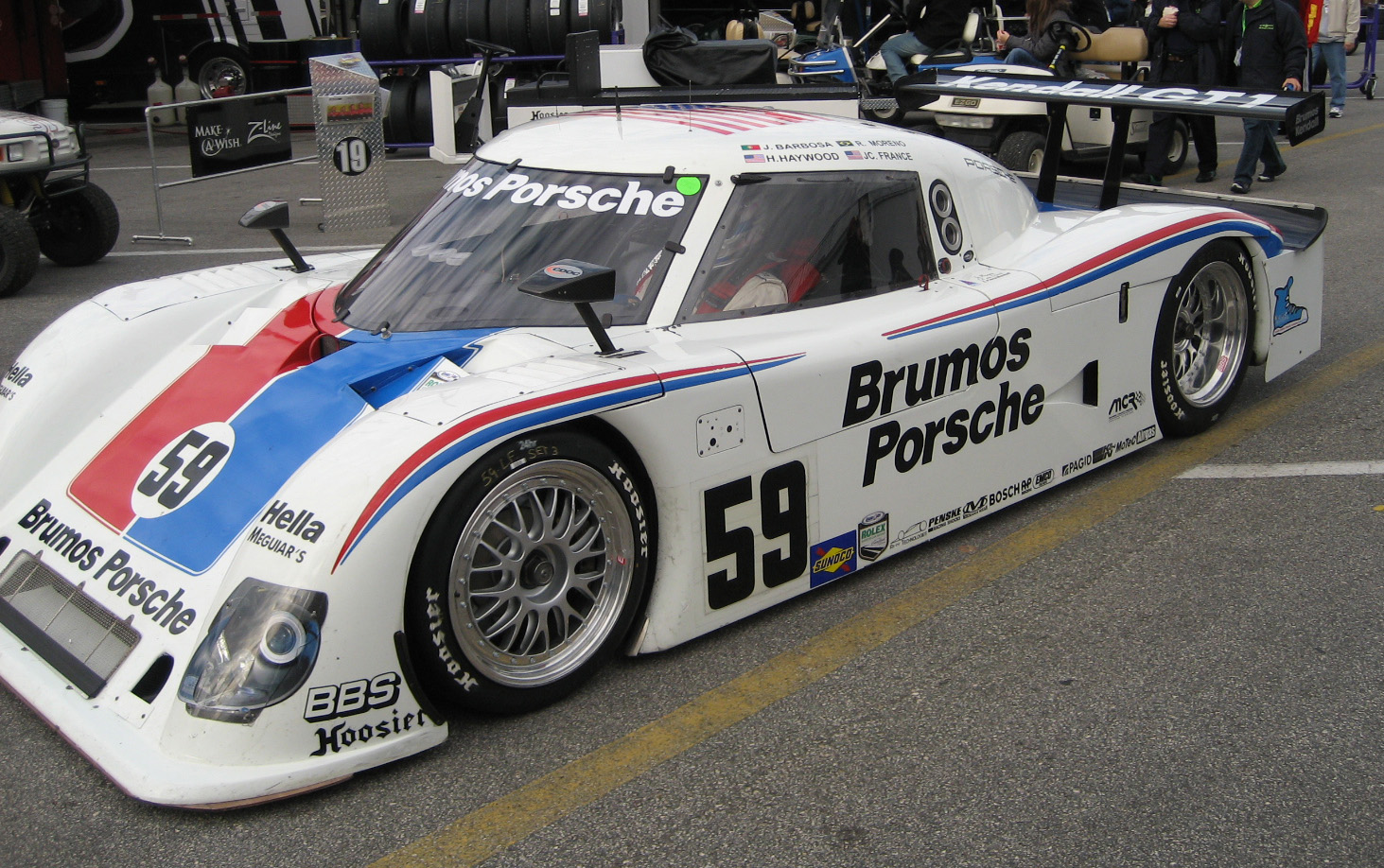
خودرویی در کلاس جی‌تی‌پی که مخفف گرند تورینگ پروتوتایپ است

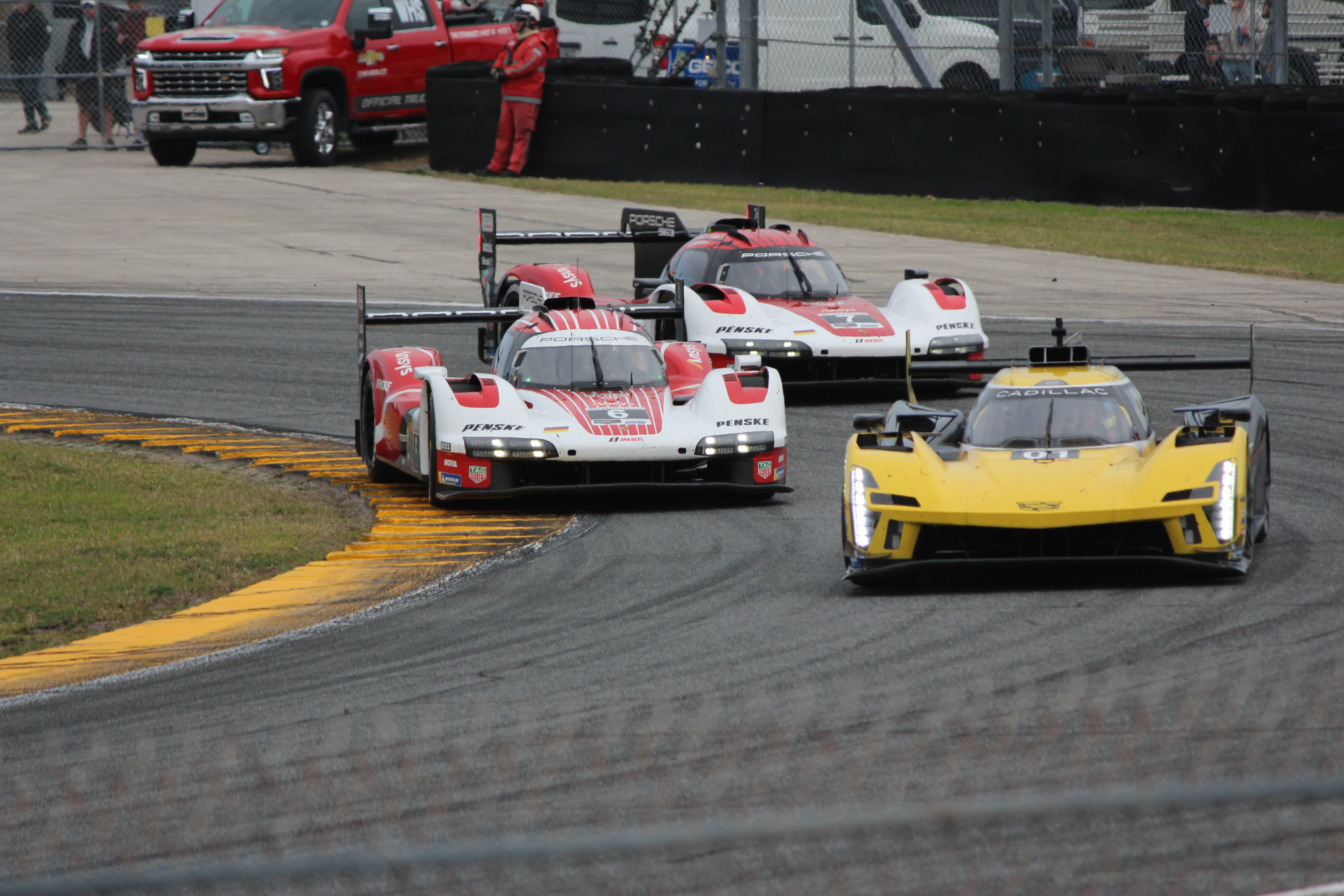
خودرو کادیلاک وی-سریز.آر در کلاس جی‌تی‌پی ۲۰۲۳ به همراه دو پورشه ۹۶۳

## کلاس بندی مسابقات

### گرند تورینگ ۳ (جی‌تی‌۳)

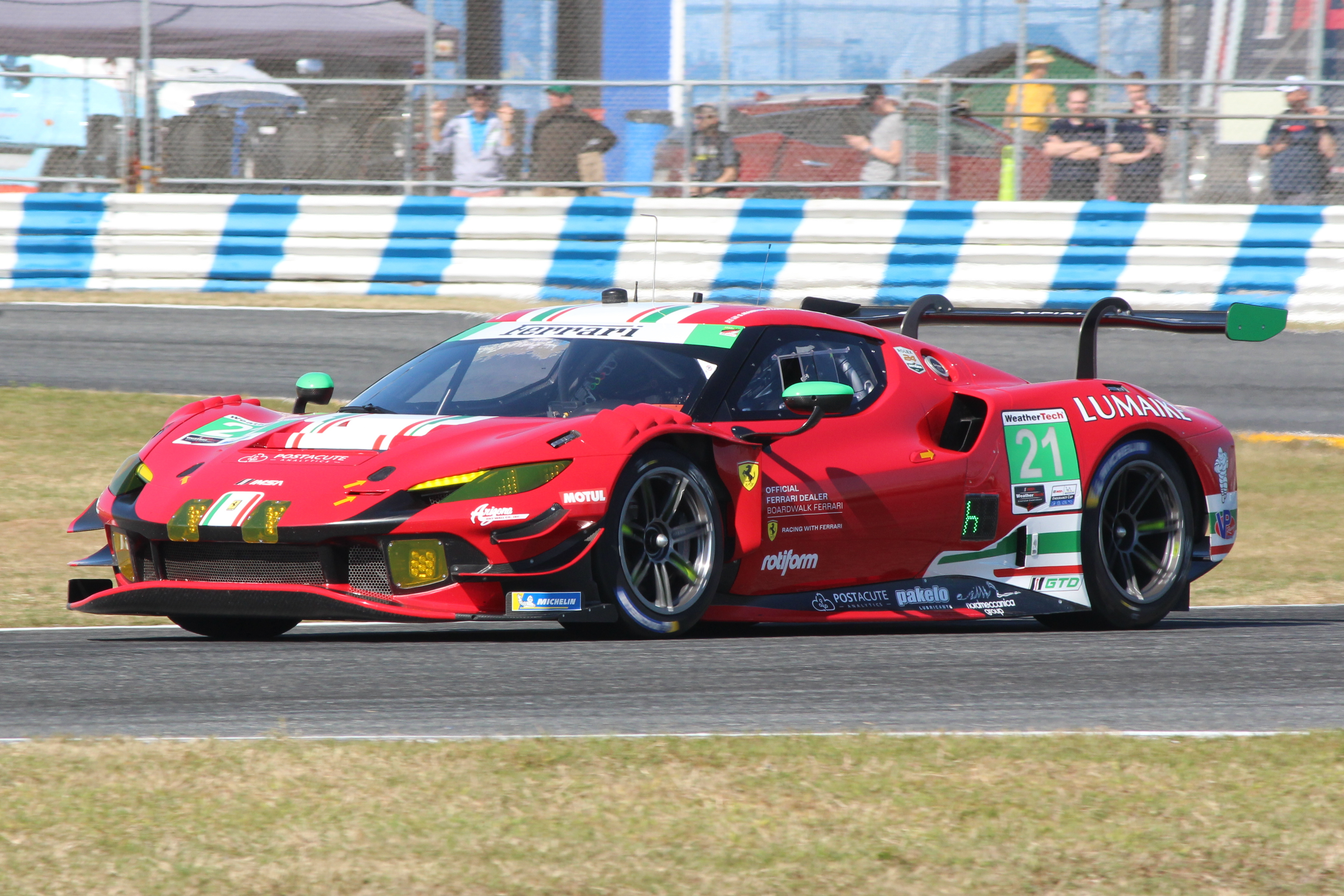
فراری ۲۹۶ جی‌تی‌۳ در دیتونا ۲۴ ساعته ۲۰۲۳

#### کلاس جی‌اکس (GX)
مسابقه ۲۰۱۳ اولین و تنها سال برای کلاس جی‌اکس بود.  شش خودرو در این کلاس مسابقه را شروع کردند.

این کلاس شامل خودروهای مسابقه ای پورشه کیمن اس و مزدا ۶ تولیدی بود.
مزدا اولین خودروی مسابقه‌ای دیزلی خود را در این مسابقه معرفی میکرد همچنین اولین باری بود که یک خودروی مسابقه‌ای با سوخت دیزلی در دیتونا ۲۴ ساعت شرکت میکرد.
در طول مسابقه، کیمن‌ها پیشتاز بودند، در حالی که هر سه مزدا خیلی زود دچار خرابی موتور شدند و از مسابقه کنار رفتند با ۹ دور برتری، ناپلتون پورشه کیمن شماره ۱۶، که توسط دیوید دانوهیو رانندگی می‌شد، برنده کلاس جی‌اکس شد.

## نتایج مسابقات گذشته

### برد های کلی رانندگان
| رتبه | راننده               | تعداد برد | سال‌ها                        |
| ---- | -------------------- | --------- | ---------------------------- |
| ۱    | هرلی هیوود           | ۵         | ۱۹۷۳, ۱۹۷۵, ۱۹۷۷, ۱۹۷۹, ۱۹۹۱ |
| ۱    | Scott Pruett         | ۵         | ۱۹۹۴, ۲۰۰۷, ۲۰۰۸, ۲۰۱۱, ۲۰۱۳ |
| ۳    | پدرو رودریگز         | ۴         | ۱۹۶۳, ۱۹۶۴, ۱۹۷۰, ۱۹۷۱       |
| ۳    | باب وولک             | ۴         | ۱۹۸۳, ۱۹۸۵, ۱۹۸۹, ۱۹۹۱       |
| ۳    | پیتر گرگ             | ۴         | ۱۹۷۳, ۱۹۷۵, ۱۹۷۶, ۱۹۷۸       |
| ۳    | رولف استوملن         | ۴         | ۱۹۶۸, ۱۹۸۷, ۱۹۸۰, ۱۹۸۲       |
| 7    | برایان ردمن          | ۳         | ۱۹۷۰, ۱۹۷۶, ۱۹۸۱             |
| 7    | اندی والاس           | ۳         | ۱۹۹۰, ۱۹۹۷, ۱۹۹۹             |
| 7    | بوچ لایتزینگر        | ۳         | ۱۹۹۴, ۱۹۹۷, ۱۹۹۹             |
| 7    | درک بل               | ۳         | ۱۹۸۶, ۱۹۸۷, ۱۹۸۹             |
| 7    | خوان پابلو مونتویا   | ۳         | ۲۰۰۷, ۲۰۰۸, ۲۰۱۳             |
| 7    | ممو روخاس            | ۳         | ۲۰۰۸, ۲۰۱۱, ۲۰۱۳             |
| 7    | کریستین فیتیپالدی    | ۳         | ۲۰۰۴, ۲۰۱۴, ۲۰۱۸             |
| 7    | ژائو باربوسا         | ۳         | ۲۰۱۰, ۲۰۱۴, ۲۰۱۸             |
| 7    | اسکات دیکسون         | ۳         | ۲۰۰۶, ۲۰۱۵, ۲۰۲۰             |
| 7    | هلیو کاسترونوز       | ۳         | ۲۰۲۱, ۲۰۲۲, ۲۰۲۳             |
| ۱۷   | کن مایلز             | ۲         | ۱۹۶۵, ۱۹۶۶                   |
| ۱۷   | لوید رابی            | ۲         | ۱۹۶۵, ۱۹۶۶                   |
| ۱۷   | ای. جی. فویت         | ۲         | ۱۹۸۳, ۱۹۸۵                   |
| ۱۷   | آل هولبرت            | ۲         | ۱۹۸۶, ۱۹۸۷                   |
| ۱۷   | آل اونسر جونیور      | ۲         | ۱۹۸۶, ۱۹۸۷                   |
| ۱۷   | یان لامرز            | ۲         | ۱۹۸۸, ۱۹۹۰                   |
| ۱۷   | جان پل جونیو         | ۲         | ۱۹۸۲, ۱۹۹۷                   |
| ۱۷   | الیوت فوربس-رابینسون | ۲         | ۱۹۹۷, ۱۹۹۹                   |
| ۱۷   | مائورو بالدی         | ۲         | ۱۹۹۸, ۲۰۰۲                   |
| ۱۷   | دیدیر تیژ            | ۲         | ۱۹۹۸, ۲۰۰۲                   |
| ۱۷   | وین تیلور            | ۲         | ۱۹۹۶, ۲۰۰۵                   |
| ۱۷   | تری بورچلر           | ۲         | ۲۰۰۴, ۲۰۱۰                   |
| ۱۷   | اسکات شارپ           | ۲         | ۱۹۹۶, ۲۰۱۶                   |
| ۱۷   | ماکس آنجللی          | ۲         | ۲۰۰۵, ۲۰۱۷                   |
| ۱۷   | جردن تیلور           | ۲         | ۲۰۱۷, ۲۰۱۹                   |
| ۱۷   | کاموی کوبایاشی       | ۲         | ۲۰۱۹, ۲۰۲۰                   |
| ۱۷   | رنگر ون در زنده      | ۲         | ۲۰۱۹, ۲۰۲۰                   |
| ۱۷   | ریکی تیلور           | ۲         | ۲۰۱۷, ۲۰۲۱                   |
| ۱۷   | فلیپه آلبوکرک        | ۲         | ۲۰۱۸, ۲۰۲۱                   |
| ۱۷   | تام بلومکویست        | ۲         | ۲۰۲۲, ۲۰۲۳                   |
| ۱۷   | سایمون پیجنو         | ۲         | ۲۰۲۲, ۲۰۲۳                   |

### برد توسط سازندگان
پورشه با ۲۳ برد، رکورد بیشترین پیروزی را در بین هر سازنده ای در این مسابقه دارد که توسط مدل های مختلف از جمله جاده‌ای ۹۱۱، ۹۳۶ و ۹۹۶ به ثمر رسیده است.
پورشه همچنین رکورد ۱۱ برد متوالی را از سال ۱۹۷۷ تا ۱۹۸۷ دارد و در ۱۸ مسابقه از ۲۳ مسابقه از سال ۱۹۶۸ تا ۱۹۹۱ نیز پیروز شده است.  
| رتبه | سازنده          | تعداد برد | سال ها |
| ---- | --------------- | --------- | --- |
| 1    | پورشه           | ۱۹        | ۱۹۶۸, ۱۹۷۰, ۱۹۷۱, ۱۹۷۳, ۱۹۷۵, ۱۹۷۷, ۱۹۷۸, ۱۹۷۹, ۱۹۸۰, ۱۹۸۱, ۱۹۸۲, ۱۹۸۳, ۱۹۸۵, ۱۹۸۶, ۱۹۸۷, ۱۹۸۹, ۱۹۹۱, ۲۰۰۳, ۲۰۲۴ |
| ۲    | رایلی تکنولوژی  | ۱۰        | ۲۰۰۵, ۲۰۰۶, ۲۰۰۷, ۲۰۰۸, ۲۰۰۹, ۲۰۱۰, ۲۰۱۱, ۲۰۱۲, ۲۰۱۳, ۲۰۱۵                                                       |
| ۳    | فراری           | ۵         | ۱۹۶۳, ۱۹۶۴, ۱۹۶۷, ۱۹۷۲, ۱۹۹۸                                                                                     |
| ۴    | کادیلاک         | ۴         | ۲۰۱۷, ۲۰۱۸, ۲۰۱۹, ۲۰۲۰                                                                                           |
| ۵    | رایلی و اسکات   | ۳         | ۱۹۹۶, ۱۹۹۷, ۱۹۹۹                                                                                                 |
| ۵    | آکورا           | ۳         | ۲۰۲۱, ۲۰۲۲, ۲۰۲۳                                                                                                 |
| 6    | شرکت فورد موتور | ۲         | ۱۹۶۵, ۱۹۶۶ |
| 6    | جگوار           | ۲         | ۱۹۸۸, ۱۹۹۰ |
| 6    | نیسان           | ۲         | ۱۹۹۲, ۱۹۹۴ |
| ۱۰   | لوتوس کارز      | ۱         | ۱۹۶۲ |
| ۱۰   | لولا‌            | ۱         | ۱۹۶۹ |
| ۱۰   | ب‌ام‌و            | ۱         | ۱۹۷۶ |
| ۱۰   | مارچ انجنرینگ   | ۱         | ۹۸۴ |
| ۱۰   | تویوتا          | ۱         | ۱۹۹۳ |
| ۱۰   | کرمر            | ۱         | ۱۹۹۵ |
| ۱۰   | داج             | ۱         | ۲۰۰۰ |
| ۱۰   | شورولت          | ۱         | ۲۰۰۱ |
| ۱۰   | دلارا           | ۱         | ۲۰۰۲ |
| ۱۰   | دوران ریسینگ    | ۱         | ۲۰۰۴ |
| ۱۰   | کایوت           | ۱         | ۲۰۱۴ |
| ۱۰   | لیجیر           | ۱         | ۲۰۱۶ |

### برد توسط سازنده موتور
پورشه علاوه بر ۱۹ برد خود به عنوان تولید کننده خودرو و موتور، چهار برد صرفاً به عنوان تولید کننده موتور در سال های ۱۹۸۴، ۱۹۹۵ و دو برد در دوره دیتونا پروتوتایپ در سال های ۲۰۰۹ و ۲۰۱۰ کسب کرده است.

جنرال موتورز با برندهای اولدزموبیل، پونتیاک، شورولت و کادیلاک خود ۱۰ برد کسب کرده است.
| رتبه | موتور سازنده    | برد ها | سال ها |
| ---- | --------------- | ------ | --- |
| 1    | پورشه           | ۲۳     | ۱۹۶۸, ۱۹۷۰, ۱۹۷۱, ۱۹۷۳, ۱۹۷۵, ۱۹۷۷, ۱۹۷۸, ۱۹۷۸, ۱۹۸۰, ۱۹۸۱, ۱۹۸۲, ۱۹۸۳, ۱۹۸۴, ۱۹۸۵, ۱۹۸۶, ۱۹۸۷, ۱۹۸۹, ۱۹۹۱, ۱۹۹۵, ۲۰۰۳, ۲۰۰۹, ۲۰۱۰, ۲۰۲۴ |
| 2    | فورد            | ۶      | ۱۹۶۵, ۱۹۶۶, ۱۹۹۷, ۱۹۹۹, ۲۰۱۲, ۲۰۱۵ |
| 3    | فراری           | ۵      | ۱۹۶۳, ۱۹۶۴, ۱۹۶۷, ۱۹۷۲, ۱۹۹۸ |
| 4    | کادیلاک         | ۴      | ۲۰۱۷, ۲۰۱۸, ۲۰۱۹, ۲۰۲۰ |
| 5    | بی‌ام‌و           | ۳      | ۱۹۷۶, ۲۰۱۱, ۲۰۱۳ |
| 5    | شورولت          | ۳      | ۱۹۶۹, ۲۰۰۱, ۲۰۱۴ |
| 5    | لکسوس           | ۳      | ۲۰۰۶, ۲۰۰۷, ۲۰۸۸ |
| 5    | آکورا           | ۳      | ۲۰۲۱, ۲۰۲۲, ۲۰۲۳ |
| 8    | جگوار           | ۲      | ۲۹۸۸, ۱۹۹۰ |
| 8    | نیسان           | ۲      | ۱۹۹۲, ۱۹۹۴ |
| 8    | پونتیاک         | ۲      | ۲۰۰۴, ۲۰۰۵ |
| 12   | کاونتری کلایمکس | ۱      | ۱۹۶۲ |
| 12   | تویوتا          | ۱      | ۱۹۹۳ |
| 12   | اولدزموبیل      | ۱      | ۱۹۹۶ |
| 12   | داج             | ۱      | ۲۰۰۰ |
| 12   | جود موتور       | ۱      | ۲۰۰۲ |
| 12   | هوندا           | ۱      | ۲۰۱۶ |